# Ivo Barteček
Ivo Barteček (* 18. září 1953 Bohumín) je český historik a iberoamerikanista.

## Biografie
Po absolutoriu historie a germánské filologie na Filozofické fakultě Univerzity Palackého v Olomouci a na Humboldtově Univerzitě v Berlíně nastoupil do Orientálního ústavu ČSAV, kde setrval do roku 1990. Postupně vystřídal pracoviště v Historickém ústavu ČSAV, na Filozofické fakultě Ostravské univerzity (dva roky coby proděkan) a konečně na katedře historie FF UP, kde přednáší doposud. V letech 2003–2010 zastával post děkana FF UP, od roku 2012 do roku 2014 vedl Fakultu logistiky a krizového řízení Univerzity Tomáše Bati ve Zlíně.
Odborně se zaměřuje na raně-novověké dějiny Latinské Ameriky a Iberského poloostrova, české/československé kontakty se zeměmi Latinské Ameriky a také na moravskou regionální historii. Působil mj. v Komisi pro dějiny krajanů, Čechů v zahraničí a v oborové akreditační komisi, spolupracoval se Střediskem iberoamerických studií (SIAS) FF UK a Pedagogickou fakultou UP, absolvoval řadu studijních pobytů v zahraničí. Je členem několika vědeckých či redakčních rad a držitelem Stříbrné medaile UP (2003).
Působil v redakčních radách časopisů Historický obzor, Folia Historica Bohemica, Ibero-Americana Pragensia, Matice moravská, Prague Papers on History of International Relations.
Byl nebo stále je členem vědeckých rad. Byl součástí Českého národního komitétu historiků. Působil ve Vědecké archivní radě Ministerstva vnitra České republiky. Byl také členem Akreditační komise Vlády České republiky. Doposud působí jako spolupracovník střediska Ibero-amerických studií při Filosofické fakultě Univerzity Karlovy. Jako člen správní rady se angažuje v Československém ústavu zahraničí.
Jeho hluboký zájem o výtvarné umění jej přivedl až do představenstva prezidia Asociace starožitníků České republiky. Je podporovatelem a zároveň členem Unie výtvarných umělců Olomoucka.
Mezi roky 1997 a 1998 spoluorganizoval expedici do Jižní Ameriky pod názvem Lidé a země na konci druhého tisíciletí. Pod názvy Titicaca I a Titicaca II spoluorganizoval v letech 2004 a 2005 expedice ke stejnojmennému jezeru.
Ve volbách do Senátu PČR v roce 2016 kandidoval jako nestraník s podporou Strany soukromníků České republiky v obvodu č. 61 – Olomouc. Se ziskem 5,37 % hlasů skončil na 6. místě a do druhého kola nepostoupil.
Ve volbách do Poslanecké sněmovny PČR v roce 2021 kandidoval na 3. místě kandidátky hnutí Přísaha v Moravskoslezském kraji.

### Editování knih
- České země a Španělsko. Ostrava : Reponis, 1996
- Po československých stopách v Latinské Americe. Olomouc : Univerzita Palackého v Olomouci, 2003. (autor knihy Vlastimil Kybal)
- Dalimilova kronika v Olomouci. Olomouc : Univerzita Palackého v Olomouci, 2006.
- Ad honorem Josef Polišenský 1915–2001. Olomouc : Univerzita Palackého v Olomouci, 2007.
- Češi a Slováci v Latinské Americe. Olomouc : Univerzita Palackého v Olomouci, 2008. (autor knihy F. C. Štěrba)
- Olomoucké Horologium. Olomouc : Univerzita Palackého v Olomouci, 2011. (autoři knihy Jan Bistřický a Stanislav Červenka)